# Armi Kuusela

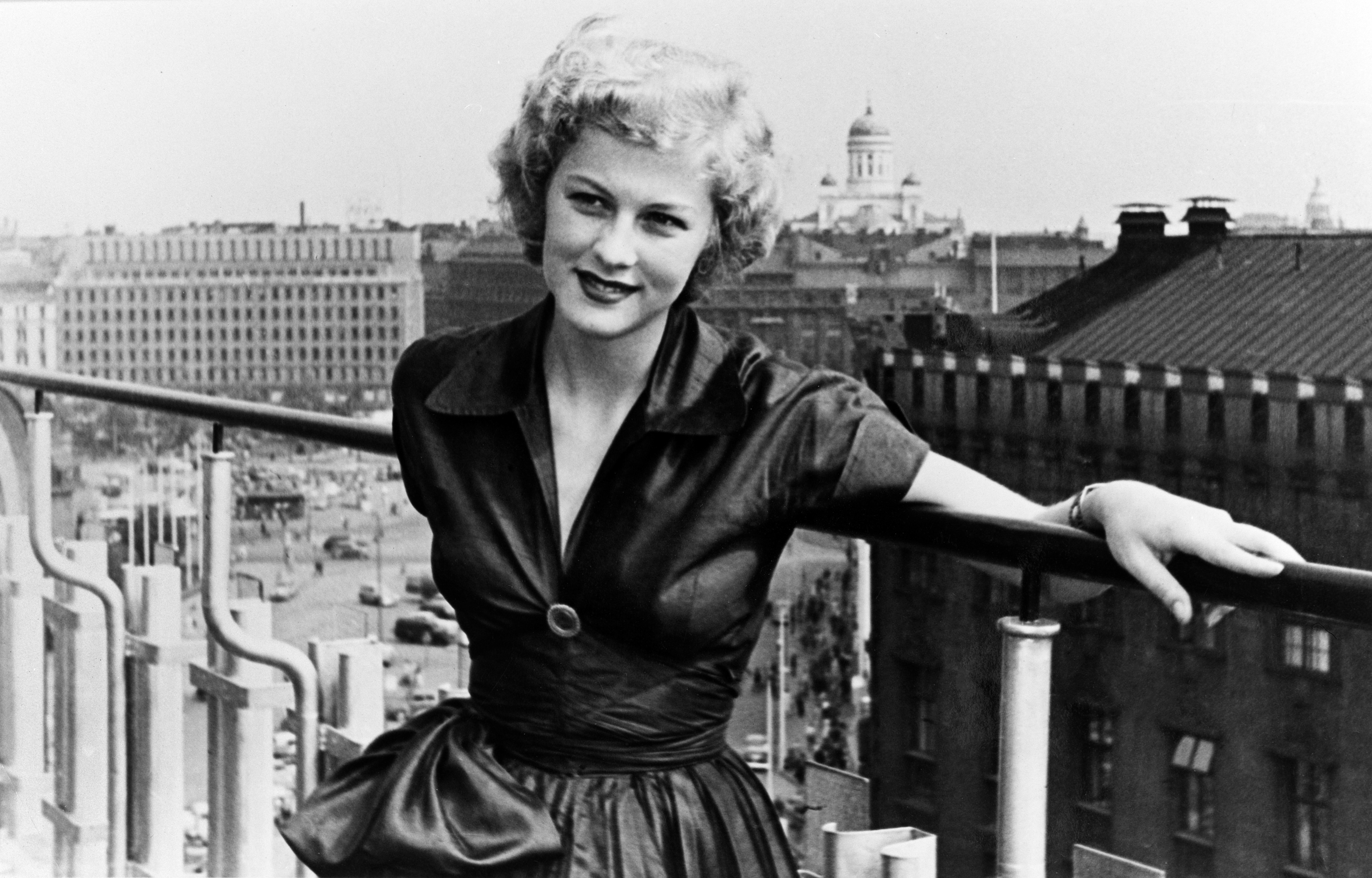
Armi Kuusela (1952)

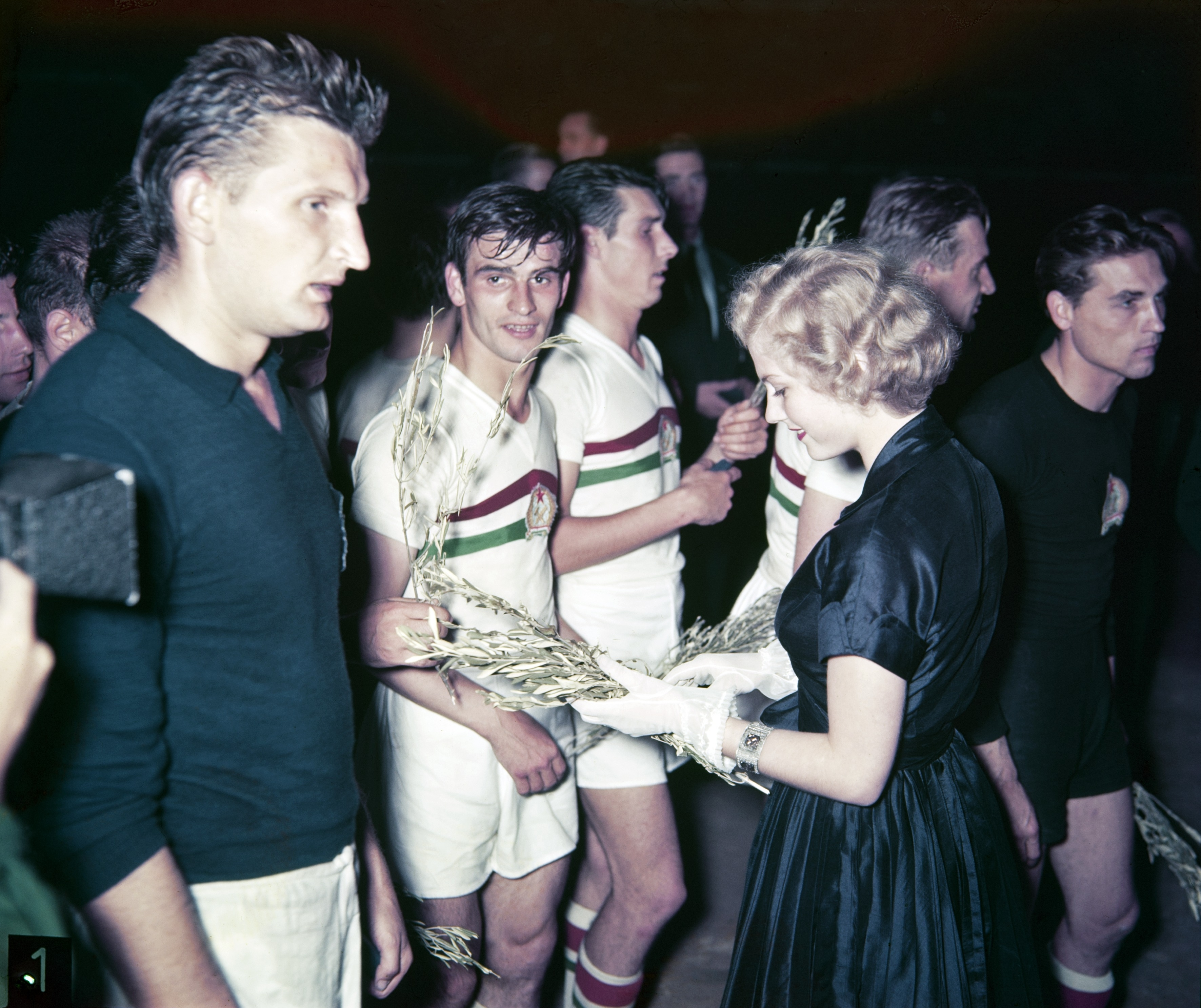
Armi Kuusela bei den Olympischen Sommerspielen in Helsinki, 1952

Armi Helena Kuusela (* 20. August 1934 in Muhos, Finnland) ist ein finnisches Model und Schauspielerin. 1952 gewann sie die erste stattfindende Wahl zur Miss Universe.

## Leben
Armi Kuusela wurde 1934 als eines von sechs Kindern von Aarne Aleksander Kuusela (1902–1969) und Martta Elisabeth Kyrö (1903–1963) im finnischen Muhos geboren. Nach ihrem Schulabschluss in Muhos besuchte Kuusela ab 1951 die Frauenuniversität in Porvoo. Nach ihrem dortigen Abschluss plante sie ein Studium an der Universität Helsinki.
Am 24. Mai 1952 gewann Kuusela den finnischen Schönheitswettbewerb Suomen Neito und wurde zur Teilnahme an der Wahl zur Miss Universe nach Long Beach geschickt. Die Wahl mit insgesamt 30 Teilnehmerinnen aus aller Welt fand am 28. Juni 1952 statt und wurde von der damals erst 17 Jahre alten Kuusela gewonnen, obwohl das Regelwerk des Wettbewerbs eigentlich die Volljährigkeit der Teilnehmer voraussetzte.
Durch ihre steigenden Popularität in ihrem Heimatland war Armi Kuusela im Folgejahr 1953 in zwei finnischen Spielfilmen zu sehen: In der Liebeskomödie Maailman kaunein tyttö sowie in Now and Forever. In letzterem ging es um ihre Liebesbeziehung mit dem philippinischen Geschäftsmann Virgilio Hilario, den sie bei einer Reise um die Welt nach der Miss Universe-Wahl kennengelernt hatte. Sie war zudem in den folgenden Jahren in mehreren Fernsehproduktionen sowie zwei Kurzfilmen zu sehen. Bereits nach weniger als einem Jahr gab Kuusela am 4. Mai 1953 den Titel der Miss Universe freiwillig auf (die Titelträgerin musste ledig sein) und heiratete Hilario in Tokio.
Nach ihrer Hochzeit mit Hilario leitete Kuusela mehrere Apartments in der Metro Manila, darunter in ihrem damaligen Wohnort Makati City. Am 7. September 1975 starb Virgilio Hilario an einem Herzinfarkt. Am 8. Juni 1978 heiratete Kuusela den US-amerikanischen Diplomaten Albert Williams. Das Paar wohnte in Barcelona und in Izmir, ehe es sich 1991 im kalifornischen La Jolla niederließ.
Für ihre Verdienste wurde Armi Kuusela 2012 mit dem Finnischen Orden der Weißen Rose ausgezeichnet. Sie setzt sich bis heute für Wohltätigkeitsorganisationen sowie für die Krebsforschung am Sanford Burnham Prebys Medical Discovery Institute ein. Kuusela wohnt in Kalifornien, besitzt aber ein Sommerhaus in Finnland und besucht ihre alte Heimat regelmäßig.

## Filmografie (Auswahl)
- 1953: Maailman kaunein tyttö
- 1953: Now and Forever
- 1959: Finlandia-katsaus 425 (Kurzfilm)
- 1959: SF-katsaus 44 (Kurzfilm)
- 1993: Virtaset ja Kekkonen